# Joseph Gelineau
Pour les articles homonymes, voir Gélineau.
Joseph Gelineau, né le 31 octobre 1920 à Champ (aujourd’hui Champ-sur-Layon, commune déléguée de Bellevigne-en-Layon) en Maine-et-Loire et décédé le 8 août 2008 à Sallanches, est un prêtre jésuite, compositeur et liturgiste français.

## Biographie
Né en 1920 à Champ (Maine-et-Loire), Joseph Gelineau devient religieux jésuite en 1941, à 21 ans. Il consacre sa vie à mettre le chant liturgique au service de célébrations eucharistiques, notamment en composant de nombreux cantiques. Avec son psautier français qui s'est répandu en de nombreuses paroisses, couvents et groupes de prière, le père Gelineau remporte le prix de l'Académie Charles-Cros en 1953.
Il étudie la théologie au théologat jésuite de Fourvière à Lyon, puis l'écriture musicale et l'orgue à l'École César-Franck de Paris. Il collabore au Centre de pastorale liturgique dès 1946 puis au CNPL et assume un rôle de conseiller liturgique lors du concile Vatican II.
Gelineau a été membre du comité de traduction pour la Bible de Jérusalem.
Diplômé en théologie (thèse de doctorat en 1960) au travers de son Traité de Psalmodie de l'Église syrienne des IVe et Ve siècles, il est présenté par la Société de Jésus comme étant fortement inspiré par la tradition du chant grégorien.
Créateur d'une la psalmodie en langue française, Joseph Gelineau a composé de nombreux chants d'église pour la communauté de Taizé et nombre de ses œuvres sont jouées et chantées lors de messes et de célébrations monastiques. Il enseigna longtemps la musicologie liturgique et la pastorale liturgique à l'Institut catholique de Paris.
Il a mis en pratique ses théories sur la liturgie en devenant curé d'Écuelles (Seine-et-Marne), chargé de nombreuses petites paroisses rurales, d'octobre 1979 à juillet 1997.
Puis il se retire à Vallorcine en Haute-Savoie.
Ses funérailles ont lieu le 12 août 2008 à Vallorcine. Il est enterré dans le caveau jésuite du cimetière de Grenoble.

## Œuvres

### Écrits
- 2001	Les Chants de la messe dans leur enracinement rituel, coll. « Liturgie », Cerf, Paris, 139 p.
- 2000	Quand vous priez, dites…, Quatre prières expliquées, St Augustin, Saint Maurice, Suisse, 101 p.
- 1999	Libres propos sur les assemblées liturgiques, Atelier, Paris, 92 p.
- 1989²	Dans vos assemblées : « Manuel de Pastorale liturgique », Desclée, Paris, 678 p. (La 1re éd. est de 1971).
- 1970	Nelle vostre assemblée, (en collaboration), Quiriniana, Roma, Ed. française Desclée, Paris, 1971, 2 vol.
- 1970	Traité de Psalmodie, « Église qui chante », Suppl. 256, Moulins, 71 p.
- 1970	Demain la liturgie, Cerf, Paris, 157 p., trad. anglais, italien, espagnol, portugais.
- 1962	Chant et musique dans le culte chrétien, Fleurus, Paris, 302 p., trad. anglais, allemand, italien, espagnol, portugais.

### Musique
- Psautier de la Bible de Jérusalem :
  - 24 psaumes et un cantique, Cerf, Paris, 1953.
  - 53 psaumes et 4 cantiques, Cerf, Paris, 1954.
  - Psaumes à 4 voix mixtes I et II, Cerf, Paris, 1958.
  - Refrains psalmiques, Cerf, Paris, 144 p., 1963.
- Recueils d'hymnes :
  - Soleil levant, Levain, 1966.
  - Dix hymnes du matin et du soir ' T : P. de la Tour du Pin.
  - Au souffle de Dieu, SM, 1970.
  - Huit cantiques du N.T., Desclée, Paris, 1970.
  - Louange à toi, 1972, Dans le feu, 1975, Textes de J.F. Frié, éd. Chalet.
  - Ouvre mes lèvres, Abbaye de la Coudre, SM 1970.
  - Le chant des heures, 8 fasc. coll. « Église qui chante ».
- Quarante hymnes pour l'Office, Kinnor, 2000.
- Messes : (une vingtaine…).
  - Le livre de chœur : répertoire musical pour chanter intégralement « Prière du Temps Présent », Kinnor, 2000, 870 p.